# Polia ganeo
Polia ganeo är en fjärilsart som beskrevs av Max Wilhelm Karl Draudt 1924. Polia ganeo ingår i släktet Polia och familjen nattflyn. Inga underarter finns listade i Catalogue of Life.